# Лукова (Свентокшиське воєводство)
Лукова (пол. Łukowa) — село в Польщі, у гміні Хенцини Келецького повіту Свентокшиського воєводства.
Населення — 841 особа (2011).
У 1975-1998 роках село належало до Келецького воєводства.

## Демографія
Демографічна структура на день 31 березня 2011 року:
|          | Загалом | Допрацездатний вік | Працездатний вік | Постпрацездатний вік |
| -------- | ------- | ------------------ | ---------------- | -------------------- |
| Чоловіки | 402     | 89                 | 281              | 32                   |
| Жінки    | 439     | 94                 | 256              | 89                   |
| Разом    | 841     | 183                | 537              | 121                  |